# Action judiciaire relative à la filiation en France
Cet article traite des actions judiciaires relatives à la filiation en France, actions possibles en vue de l’établissement du lien de filiation ou sa contestation.

## Règles générales
L’état actuel des textes du Code civil régissant les actions relatives à la filiation date de l’ordonnance du 4 juillet 2005 et de la loi du 16 janvier 2009 ratifiant cette ordonnance. Le nombre d’actions de contestation a été réduit, comme il n’y avait plus d’actions spécifiques à la filiation légitime et à la filiation naturelle.
« La filiation se prouve par l’acte de naissance de l’enfant, par l’acte de reconnaissance ou par l’acte de notoriété constatant la possession d’état.

(…) la filiation se prouve et se conteste par tous moyens, sous réserve de la recevabilité de l’action. »
— Article 310-3 du Code civil
Toute filiation légalement établie peut être contestée par le ministère public dans des cas précis (de plus cette action est enfermée dans le délai décennal de toute action en contestation de filiation) :
« La filiation légalement établie peut être contestée par le ministère public si des indices tirés des actes eux-mêmes la rendent invraisemblable ou en cas de fraude à la loi. »
— Article 336 du Code civil
Le ministère de la Justice donne comme exemples d’invraisemblance : « Par exemple en présence d’une trop faible différence d’âge entre le parent et l’enfant, en cas de reconnaissance par une personne transsexuelle ». La fraude à la loi désignera spécialement la fraude à l’adoption (c’est-à-dire la simulation d’enfant en cas de gestation pour autrui) ou aussi, en dehors de la France métropolitaine comme à Mayotte, aux dispositions en matière de naturalisation. Lorsque le ministère public conteste la paternité en cas de fraude, la Cour de cassation a arrêté, par une jurisprudence du 13 septembre 2013, que les preuves de paternité étaient invalidées (ce qui rappelle le principe de droit fraus omnia corrumpit).
La Cour d’appel de Paris a jugé, dans un arrêt rendu le 2 juillet 1998, que « la modification de la mention de sexe de l’intéressé n’avait pas d’effet sur la filiation ».

### Caractères des actions
L’état des personnes, et les actions que le concerne, sont affirmés par la Cour de cassation comme indisponibles. Selon ce principe, on ne pourrait renoncer à son état, et les promesses ou transactions à leur sujet sont nulles. De même, elles sont intransmissibles, excepté que les héritiers peuvent avoir qualité pour agir.

### Compétences
Les actions d’état des personnes relèvent de la compétence exclusive des tribunaux judiciaires.

### Les fins de non-recevoir
Ne sont pas recevables les actions relatives à la filiation suivantes :
- dans le cas d’une procréation médicalement assistée avec tiers donneur (don de spermatozoïdes ou d’ovocytes), « à moins qu’il ne soit soutenu que l’enfant n’est pas issu de la procréation médicalement assistée ou que le consentement a été privé d’effet »[10] ;
- l’action relative à la filiation d’un enfant non viable[11] ;
- l’action relative à la filiation d’un enfant dont la filiation a été préalablement établie. Depuis la loi du 15 juillet 1955[12], une filiation doit être contestée avant qu’une nouvelle puisse être établie[13].

L’accouchement sous X devint une fin de non-recevoir à l’action de recherche en maternité par la loi du 8 janvier 1993 (article 341 puis 325 du Code civil) mais la loi du 16 janvier 2009 abrogea cette disposition.

### Les délais
Avant 1972, l’état d’une personne est imprescriptible (principe d’indisponibilité de l’état des personnes). Puis, par la loi du 3 janvier 1972 sur la filiation il devient prescriptible si la personne ne se sert pas de son droit pendant 30 ans :
« Toutes les fois qu’elles ne sont pas enfermées par la loi dans des termes plus courts, les actions relatives à la filiation se prescrivent par trente ans à compter du jour où l’individu aurait été privé de l’état qu’il réclame, ou a commencé à jouir de l’état qui lui est contesté. »
— Article 311-7 ancien du Code civil
Depuis l’ordonnance du 4 juillet 2005, ce délai a été ramené à dix ans :
« Sauf lorsqu’elles sont enfermées par la loi dans un autre délai, les actions relatives à la filiation se prescrivent par dix ans à compter du jour où la personne a été privée de l’état qu’elle réclame, ou a commencé à jouir de l’état qui lui est contesté. À l’égard de l’enfant, ce délai est suspendu pendant sa minorité. »
— Article 321 du Code civil
Le régime de l’action dépend de l’existence ou non de la possession d’état. Avant la réforme opérée par l’ordonnance du 4 juillet 2005, en vigueur à partir du 1er juillet 2006, l’exception d’irrecevabilité de la possession d’état n’était pas limitée par des délais :
« Nul ne peut réclamer un état contraire à celui que lui donnent son titre de naissance et la possession conforme à ce titre.

Et réciproquement, nul ne peut contester l’état de celui qui a une possession conforme à son titre de naissance. »
— Article 322 ancien du Code civil
Toutefois, la force probatoire de la possession d’état était restreinte à la filiation légitime :
« La filiation des enfants légitimes se prouve par les actes de naissance inscrits sur le registre de l’état civil. »
— Article 319 ancien du Code civil
« À défaut de ce titre, la possession constante de l’état d’enfant légitime suffit. »
— Article 320 ancien du Code civil
La nouvelle rédaction de l’article 333 (qui remplaçait l’ancien article 322), disposée par l’ordonnance du 4 juillet 2005, modifiée par la loi du 16 janvier 2009, a enfermé l’action dans un délai. Lorsque le titre (acte de naissance ou de reconnaissance) établissant la filiation et la possession d’état d’enfant sont concordants, la filiation peut être contestée pendant 5 ans à compter de la cessation de la possession d’état (toutefois, cette action n’est pas recevable si la possession d’état a duré plus de 5 ans à compter de l’établissement du titre).
« Lorsque la possession d’état est conforme au titre, seuls peuvent agir l’enfant, l’un de ses père et mère ou celui qui se prétend le parent véritable. L’action se prescrit par cinq ans à compter du jour où la possession d’état a cessé ou du décès du parent dont le lien de filiation est contesté. 

Nul, à l’exception du ministère public, ne peut contester la filiation lorsque la possession d’état conforme au titre a duré au moins cinq ans depuis la naissance ou la reconnaissance, si elle a été faite ultérieurement. »
— Article 333 du Code civil
En l’absence de possession d’état conforme au titre (filiation sur titre nu), les règles sont bien plus souples et tout intéressé peut contester la filiation durant 10 ans à compter de l’établissement de la filiation (l’enfant peut la contester pendant 10 ans à compter de sa majorité) :
« À défaut de possession d’état conforme au titre, l’action en contestation peut être engagée par toute personne qui y a intérêt dans le délai prévu à l’article 321. »
— Article 334 du Code civil

### Tierce opposition
En matière de droit de la filiation, la règle est l’opposabilité découlant de l’autorité absolue de la chose jugée. En revanche, les tiers peuvent exercer une tierce opposition.

### Effets
La contestation réussie de la filiation prive l’enfant du lien de filiation et de ses effets. Ce lien est annulé de manière rétroactive et les documents d’état civil doivent être mis à jour. Le nom de famille change (toutefois, pour l’enfant majeur son consentement est nécessaire). Les droits et obligations d’un parent (y compris l’obligation alimentaire — le parent écarté peut demander le remboursement des sommes versées à ce titre) ne pèsent plus sur la personne dont la filiation a été annulée. Toutefois, dans l’intérêt de l’enfant, un droit de visite peut être accordé :
« Lorsqu’il accueille l’action en contestation, le tribunal peut, dans l’intérêt de l’enfant, fixer les modalités des relations de celui-ci avec la personne qui l’élevait. »
— Article 337 du Code civil

## Les actions en contestation de la filiation

### Action en contestation de paternité
Une action en désaveu de paternité consistait pour un mari à combattre la présomption de paternité et obtenir par jugement qu’il soit établi qu’il n’est pas le père de l’enfant dont son épouse a accouché. Depuis la réforme de 2005, cette action n’est plus distincte des autres actions en contestation de paternité :
« La paternité peut être contestée en rapportant la preuve que le mari ou l’auteur de la reconnaissance n’est pas le père. »
— Article 332 du Code civil
La filiation se contestant « par tous moyens », la preuve est libre. Toutefois, l’expertise biologique étant de droit dès lors que l’action est recevable et dès lors qu’une des parties le demande, c’est elle qui sera le plus souvent utilisée. Le consentement exprès des intéressés est requis. Dans le cas d’un refus de s’y soumettre, le juge peut en tirer toute conséquence juridique.

### Action en contestation de maternité
La mère étant en droit français celle qui a accouché de l’enfant (qu’elle ait ou non fourni l’ovocyte, bien que paradoxalement l’empreinte génétique puisse, en théorie, être testée pour prouver l’accouchement et aussi dans le cas d’une personne étrangère souhaitant prouver sa filiation maternelle par expertise génétique afin d’obtenir l’autorisation de séjourner en France en cas d’inexistence d’acte d’état civil ou de la non-reconnaissance de la validité d’un tel acte par les autorités diplomatiques ou consulaires,), elle se conteste sur cette base :
« La maternité peut être contestée en rapportant la preuve que la mère n’a pas accouché de l’enfant. »
— Article 332 du Code civil

### Action en contestation de la possession d’état
Lorsque la possession d’état est constatée par un acte de notoriété sans titre (acte de naissance ou de reconnaissance) concordant, tout intéressé peut contester la possession d’état et dispose d’un délai de 10 ans à compter de la délivrance de l’acte de notoriété.
Il ne s’agit pas alors directement d’une contestation de la filiation, mais le succès de l’action, indirectement, anéantirait la filiation, puisqu’elle ne repose dans ce cas de figure que sur la possession d’état.

## Les actions à fins d’établissement de la filiation

### Action en recherche de maternité
Avant la réforme de l’ordonnance du 4 juillet 2005, le Code civil prévoyait deux actions pour la recherche de maternité légitime, et une action pour la recherche de maternité naturelle, toutes soumises à un régime de prescription trentenaire. En matière de filiation naturelle, la simple mention de la femme ayant accouché dans l’acte de naissance n’établit pas la filiation maternelle de l’enfant, une reconnaissance de maternité expresse est une nécessité pour cela, avant la loi du 3 janvier 1972.
L’ordonnance du 4 juillet 2005 a substitué une seule action en recherche de maternité à ces trois actions :
« À défaut de titre et de possession d’état, la recherche de maternité est admise.

L’action est réservée à l’enfant qui est tenu de prouver qu’il est celui dont la mère prétendue a accouché. »
— Article 325 du Code civil
Dans la pratique, cette action est rare :  il suffit depuis le 1er juillet 2006, de par l’ordonnance du 4 juillet 2005, à une femme d’être désignée comme la mère dans l’acte de naissance pour voir sa filiation reconnue (par le seul fait d’avoir accouché). Pour être dans un autre cas, cela suppose que la filiation maternelle n’a été volontairement pas établie par la femme ayant accouché (accouchement sous X, qui n’est plus une fin de non-recevoir par la loi du 16 janvier 2009).
La loi du 22 janvier 2002 permet cependant à l’enfant, éventuellement, d’obtenir des informations sur ses origines auprès du Conseil national pour l’accès aux origines personnelles (CNAOP), sans établir de filiation.

L’adoption plénière ou le placement en vue de l’adoption plénière font obstacle à l’action en recherche de maternité ou de paternité (toutefois, la Cour de cassation a annulé une adoption plénière prononcée par la Cour d’appel de Nancy pour un enfant reconnu pré-natalement par son père mais dont la gestatrice avait accouché anonymement sans l’en avertir). Et l’action ne peut tendre à l’établissement d’une filiation incestueuse, comme le Code civil prohibe l’établissement d’un double lien de filiation dans le cas d’inceste : 
« S’il existe entre les père et mère de l’enfant un des empêchements à mariage prévus par les articles 161 et 162 pour cause de parenté, la filiation étant déjà établie à l’égard de l’un, il est interdit d’établir la filiation à l’égard de l’autre par quelque moyen que ce soit. »
— Article 310-2 du Code civil
Si l’enfant est mineur, son père aura qualité pour le représenter, ou à défaut s’il est décédé, le tuteur avec l’autorisation du conseil de famille.

### Action en recherche de paternité
« Depuis longtemps dans l’Ancien Régime, un cri général s’était élevé contre les recherches de paternité. Elles exposaient les tribunaux aux débats les plus scandaleux, aux jugements les plus arbitraires, à la jurisprudence la plus variable. L’homme dont la conduite était la plus pure, celui même dont les cheveux avaient blanchi dans l’exercice de toutes les vertus, n’était point à l’abri de l’attaque d’une femme impudente ou d’enfants qui lui étaient étrangers. Ce genre de calomnie laissait toujours des traces affligeantes. En un mot, les recherches de paternité étaient regardées comme le fléau de la société. »

— Félix Julien Jean Bigot de Préameneu, Présentation au Corps législatif
Le droit d’Ancien Régime prévoyait l’action en recherche de paternité, sur la foi de la déclaration de la mère de l’enfant au cours de l’accouchement : « La vérité semblait sortir magiquement du corps convulsé des femmes dans les douleurs de l’accouchement, tout comme elle sortait du corps torturé des accusés ». Mais cette action de recherche faisait l’objet de vives critiques à la fin de l’Ancien Régime, et elle est prohibée par le droit intermédiaire après la réaction thermidorienne, interdiction consolidée par le Code civil de 1804 dans son article 340 ancien. Toutefois, des dispositions permettent une forme d’action alimentaire : d’abord sur le fondement de l’ancien article 1382 — qui oblige celui qui a commis un dommage à autrui à le réparer, notamment en payant (devenu l’article 1240 par l’ordonnance du 10 février 2016) —, des femmes obtiennent une indemnité ou des subsides sans que la filiation paternelle de l’homme ne soit établie. La loi du 15 juillet 1955, en créant l’action alimentaire proprement dite, supprime la nécessité du recours à l’article 1382 et permet à l’enfant naturel d’ester en justice afin d’obtenir une pension alimentaire, sans que sa filiation ne soit cependant établie.
La loi du 16 novembre 1912, adoptée sous l’impulsion de Gustave Rivet, rétablit l’action en recherche de paternité, quoiqu’assortie de nombreuses restrictions (elle ne pouvait être ouverte que dans cinq cas : cas de viol ou de rapt ; de séduction dolosive ; d’aveu écrit du père présumé ; de concubinage notoire ; de participation à l’entretien et l’éducation de l’enfant par le père présumé, et deux fins de non-recevoir étaient prévues : l’inconduite notoire de la mère et la preuve de l’impossibilité de la paternité). La loi du 8 janvier 1993 abroge la limitation des cinq cas d’ouverture de la paternité naturelle et l’ordonnance du 4 juillet 2005 rend l’action en recherche de paternité ouverte sans conditions.
L’action vise à établir la paternité d’une personne non mariée avec la mère au moment de la naissance et qui n’a pas reconnu l’enfant :
« La paternité hors mariage peut être judiciairement déclarée.

L’action en recherche de paternité est réservée à l’enfant. »
— Article 327 du Code civil
Si l’enfant est mineur, sa mère aura qualité pour le représenter, ou à défaut si elle est décédée, le tuteur avec l’autorisation du conseil de famille.
Si le juge fait droit à la requête, l’enfant peut réclamer tous les droits attachés à sa filiation depuis sa naissance :
« Lorsqu’une action est exercée en application de la présente section, le tribunal statue, s’il y a lieu, sur l’exercice de l’autorité parentale, la contribution à l’entretien et à l’éducation de l’enfant et l’attribution du nom. »
— Article 331 du Code civil
Si le juge rejette la demande, l’enfant a toujours la possibilité de former une action à fins de subsides.
Dans le cas d’une procréation médicalement assistée avec tiers donneur de gamètes, cette action est utilisée contre celui qui s’est soustrait à son engagement de reconnaitre l’enfant :
« Celui qui, après avoir consenti à l’assistance médicale à la procréation, ne reconnait pas l’enfant qui en est issu engage sa responsabilité envers la mère et envers l’enfant.

En outre, sa paternité est judiciairement déclarée. L’action obéit aux dispositions des articles 328 et 331. »
— Article 311-20 du Code civil

### Action en rétablissement de la présomption de paternité
La présomption de paternité est écartée si l’acte de naissance ne comporte pas le nom du mari. Toutefois la présomption peut être rétablie si « l’enfant a la possession d’état à l’égard du mari et s’il n’a pas une filiation paternelle déjà établie à l’égard d’un tiers ».

### Action en constatation de la possession d’état
Un acte de notoriété permet d’attester de la possession d’état. Il est délivré par le juge du tribunal judiciaire et chacun des parents ou l’enfant peut le demander. Il peut aussi être délivré en cas de décès prématuré d’un des parents.
« La filiation établie par la possession d’état constatée dans l’acte de notoriété est mentionnée en marge de l’acte de naissance de l’enfant. »
— Article 317 du Code civil